# Ischnotoma (Ischnotoma) fagetorum fagetorum
Ischnotoma (Ischnotoma) fagetorum fagetorum is een ondersoort van de tweevleugelige Ischnotoma (Ischnotoma) fagetorum uit de familie langpootmuggen (Tipulidae). De ondersoort komt voor in het Neotropisch gebied.